# Robert Dallet
Pour les articles homonymes, voir Dallet (homonymie).
Robert Dallet, né le 5 mars 1923 à Bénouville et mort le 8 septembre 2006 à Gignac, est un naturaliste autodidacte français, dessinateur et illustrateur, spécialisé dans le dessin et la peinture d'animaux.

## Biographie
Robert Dallet naît le 5 mars 1923.
Passionné dès son enfance par la nature et le dessin d'animaux, il décide d'en faire son métier. Il s'installe à Paris à la recherche d'un éditeur, et profite de son temps libre pour fréquenter les zoos d'Europe où il trouve ses premiers modèles qu'il observe durant des heures et « croque » sur de nombreux carnets.
Ayant obtenu ses premiers contrats chez des éditeurs, il crée des bandes dessinées et des ouvrages pour la jeunesse.
En 1960, il rencontre Robert Wolff, dit « Roby », le directeur du journal La Vie des bêtes avec qui il collabore pendant 16 années. À partir de 1966, avec Roby pour le texte, il illustre une collection de cinq volumes sur la faune du monde : Faune d’Afrique, Faune du Nouveau Monde, Faune d’Europe, Faune d’Asie et Faune d’Australie, tous parus chez Lito.
Par la suite, il publie de nombreux ouvrages consacrés à la faune. À partir de 1975, il réalise pour Air Afrique des dessins servant d'illustration à des guides sur l’Afrique de l’Ouest. Il se rend alors régulièrement dans les parcs nationaux du Sénégal.
Il participe à de nombreux projets avec le WWF pour qui il réalise des affiches, illustre des revues et organise des expositions-conférences sur la faune.
À la fin des années 1970, il se lance dans un projet unique au monde, la réalisation d'une collection de 80 planches 50x65, à l'encre aquarelle de couleur, représentant toutes les espèces et sous-espèces de félins.
Une première exposition de ces planches sera présentée au muséum d'histoire naturelle de Rouen, en 1980.
En 1985, il présente ces mêmes dessins au public au Muséum national d'histoire naturelle de Paris, alors sous la direction du Professeur Jean Dorst.
Cette même année, il rencontre, au Salon des Illustrateurs, Jean-Louis Dumas, le président de la Maison Hermès, qui lui propose de réaliser une maquette de carré. Ce premier dessin sera Kenya, sorti en 1988. Il collabore avec Hermès durant une vingtaine d'années et illustre plus de 25 carrés, mais aussi des paréos, tapis de bain et objets divers en porcelaine (en 2016, la maison Hermès sort d'ailleurs un service de table en porcelaine « Carnet d'Equateur »).
De 1992 à 1999, il se rend chaque année en Afrique de l’Est, pour visiter les parcs nationaux du Kenya et de Tanzanie.
Il s’éteint en 2006, des suites d'une longue maladie.
En 2016/2017, une exposition itinérante (au Bruce Museum de Greenwich Connecticut, aux États-Unis,,, puis à Milan, Munich,, Hong Kong,, Taiwan,, Taipei, Mumbai,, et dernièrement à Paris) produite par la maison Hermès en partenariat avec l'association mondiale de protection des félins « Panthera », lui est entièrement consacrée.
En parallèle, un livre de ses dessins de félins, Féroces et fragiles, les félins dans l’œuvre de Robert Dallet, est paru chez Actes Sud en avril 2016, en langues française et anglaise.